# 2008年の日本公開映画/3月
- 1日
  - 明日への遺言（ 日本）
  - ガチ☆ボーイ（ 日本）
  - ダーク・ラブ〜Rape〜（ 日本）
  - 地上5センチの恋心（ フランス・ ベルギー）
  - 超劇場版ケロロ軍曹3 ケロロ対ケロロ天空大決戦であります!（ 日本/アニメ）
  - どこに行くの?（ 日本）
  - 泪壺（ 日本）
  - HEY JAPANESE! Do you believe PEACE,LOVE and UNDERSTANDING? 2008 2008年、イマドキジャパニーズよ。愛と平和と理解を信じるかい?（ 日本/ドキュメンタリー）
  - ペネロピ（ イギリス）
  - 武者ケロ お披露目!戦国ラン星大バトル!!（ 日本/アニメ）
  - 4ヶ月、3週と2日（ ルーマニア）
  - ライラの冒険/黄金の羅針盤（ アメリカ合衆国）
  - ONE PIECE THE MOVIE エピソードオブチョッパー+冬に咲く、奇跡の桜（ 日本/アニメ）
- 7日
  - ジャンパー（ アメリカ合衆国）
- 8日
  - アメリカを売った男（ アメリカ合衆国）
  - 映画 クロサギ（ 日本）
  - 黒い土の少女（ 韓国）
  - The World of GOLDEN EGGS THE BEST SELECTION & LIVE FILM with Turkey Paradise Orchestra（ 日本/アニメ）
  - スルース（ アメリカ合衆国）
  - 接吻 Seppun（ 日本）
  - ダージリン急行（ アメリカ合衆国）
  - ドラえもん のび太と緑の巨人伝（ 日本/アニメ）
  - 裸足のギボン（ 韓国）
  - 花影（ 日本）
  - バンテージ・ポイント（ アメリカ合衆国）
  - プライスレス 素敵な恋の見つけ方（ フランス）
  - 幽霊VS宇宙人（ 日本）
- 14日
  - 魔法にかけられて（ アメリカ合衆国）
- 15日
  - 犬と私の10の約束（ 日本）
  - URAHARA（ 日本）
  - カフェ代官山〜Sweet Boys〜（ 日本）
  - ジェリーフィッシュ（ イスラエル・ フランス）
  - 実験4号 It's a small world（ 日本）
  - 実録・連合赤軍 あさま山荘への道程（ 日本/ドキュメンタリー）
  - コントロール（ イギリス・ アメリカ合衆国・ オーストラリア・ 日本）
  - ノーカントリー（ アメリカ合衆国)
  - ビルマ、パゴダの影で（ スイス/ドキュメンタリー）
  - ブラブラバンバン（ 日本）
- 22日
  - 哀憑歌 〜CHI-MANAKO〜（ 日本）
  - アクエリアンエイジ 劇場版（ 日本）
  - 88ミニッツ（ アメリカ合衆国）
  - 俺たちの明日（ 韓国）
  - 口裂け女2（ 日本）
  - The FEAST/ザ・フィースト（ アメリカ合衆国）
  - Sweet Rain 死神の精度（ 日本）
  - デッド・サイレンス（ アメリカ合衆国）
  - パレスチナ1948・NAKBA（ 日本/ドキュメンタリー）
  - ポストマン（ 日本）
  - マイ・ブルーベリー・ナイツ（ 香港・ アメリカ合衆国・ フランス・ 中国）
  - memo（ 日本）
  - 燃えよ!ピンポン（ アメリカ合衆国）
- 29日
  - 悲しみが乾くまで（ アメリカ合衆国・ イギリス）
  - カクトウ便 Vol.1 Battle Run XX（ 日本）
  - Girl's BOX ラバーズ・ハイ（ 日本）
  - カンフーくん（ 日本）
  - 受験のシンデレラ（ 日本）
  - タクシデルミア ある剥製師の遺言（ ハンガリー・ オーストリア・ フランス）
  - 非現実の王国で ヘンリー・ダーガーの謎（ アメリカ合衆国/ドキュメンタリー）
  - 蛇男（ フランス）
- 30日
  - カクトウ便 Vol.2 VS 謎の恐怖集団人肉宴会（ 日本）
- 31日
  - カクトウ便 Vol.3 そして、世界の終わり（ 日本）